# Kuurne
Kuurne ist eine belgische Gemeinde in der Region Flandern mit 14.145 Einwohnern (Stand 1. Januar 2024).

## Lage
Das Stadtzentrum von Kortrijk liegt 4 Kilometer südwestlich, Gent 35 Kilometer nordwestlich, Brügge fast 40 Kilometer nördlich und Brüssel etwa 75 Kilometer östlich.

## Verkehr
Die nächsten Autobahnabfahrten befinden sich bei Kortrijk und Deerlijk an der A14/E17.
In Harelbeke und Kortrijk befinden sich die nächsten Regionalbahnhöfe und in Gent und Brügge halten auch überregionale Schnellzüge.
Nahe der Hauptstadt Brüssel gibt es einen internationalen Flughafen.

## Einstiger Radiosender
In Kuurne existierte bei 50.87257 N 3.26302 O ein Mittelwellenfüllsender des BRT, der auf der Frequenz 1188 kHz mit 5 kW betrieben wurde.

## Söhne und Töchter der Stadt
- Évariste Carpentier (1845–1922), Maler des Post-Impressionismus
- Lieven Malfait (* 1952), Radrennfahrer

## Weblinks

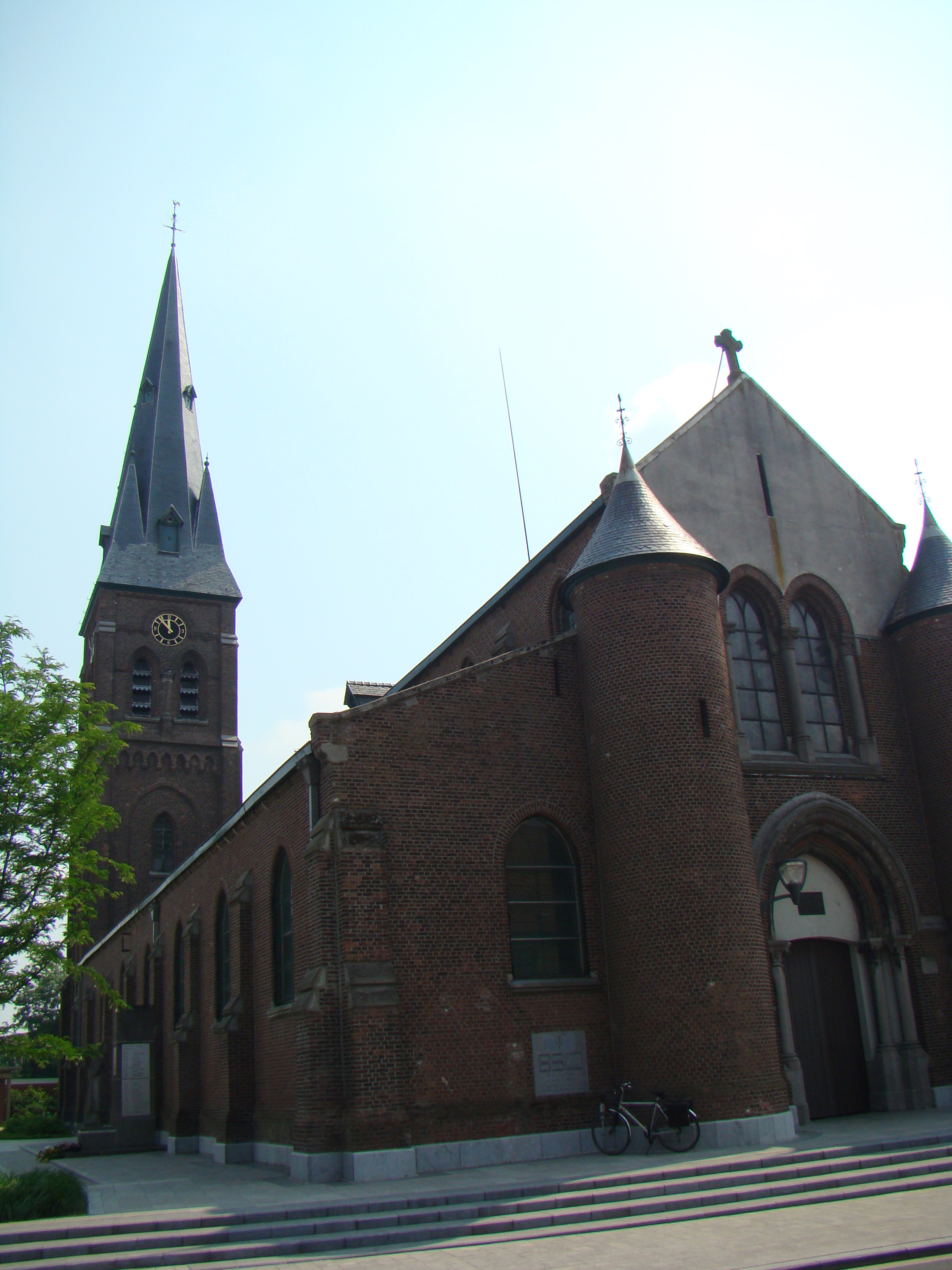
Sint-Michielskirche